# Prizrensko-jihomoravský dialekt

Prizrensko-jihomoravský dialekt na mapě srbského jazykového prostoru - vyznačen tmavě fialovou barvou

Prizrensko-jihomoravský dialekt (srbsky Призренско-јужноморавски дијалект) je jedním z dialektů srbštiny. Spadá do oblasti torlackého nářečí (nebo též prizrensko-timocké oblasti dialektů). Jedná se o staroštokavský dialekt s velkou mírou integrace do balkánského jazykového svazu. To se projevuje především tím, že se nepoužívá infinitiv (namísto kterého se výhradně užívá konstrukce da+tvar pro přítomný čas, tzv. dakanje), používá se analytických konstrukcí pro budoucí čas, stejně jako např. komparativ přídavných jmen. Významným rysem, který je typický pouze pro prizrensko-jihomoravský dialekt jsou tvary minulého času sloves. Ty byly stejně jako ve standardním srbském jazyce změněny z původního slovanského základu (znal, viděl, byl) tak, že L ztratilo svoji slabikotvornost a vyslovuje se jako A (ve standardních pravidlech jazyka je O). Postupem času se tak objevily tvary znaja, videja, beja. 
Některá díla srbského spisovatele Stevana Sremce byla sepsána právě v tomto dialektu, zvlášť z období, kdy autor pobýval v Niši, kde se takto mluví.